# Dimethylammoniumchlorid
Dimethylammoniumchlorid ist eine chemische Verbindung, die – systematisch gesehen – zwei Stoffgruppen angehört. Als Ammoniumverbindung gehört es zur Stoffgruppe der zweifach alkylierten  Ammoniumverbindungen.  Als  Chlorid ist es ein Salz der Untergruppe Hydrochloride, das Hydrochlorid von Dimethylamin.

## Gewinnung und Darstellung
Dimethylammoniumchlorid kann durch Reaktion von Dimethylamin mit Chlorwasserstoff gewonnen werden.
{\displaystyle \mathrm {C_{2}H_{7}N+HCl\longrightarrow C_{2}H_{8}ClN} }

## Eigenschaften
Dimethylammoniumchlorid ist ein brennbarer und schwer entzündlicher sowie geruchloser kristalliner weißer Feststoff, der sehr leicht löslich in Wasser ist.

## Verwendung
Dimethylammoniumchlorid wird zur Herstellung von Dimethylamin im Labormaßstab verwendet. Dazu wird es mit einer starken Base wie Natriumhydroxid umgesetzt.